# Innuendo (album)
Innuendo este un album al formației Queen, lansat în anul 1991 de casa de discuri EMI.  Este al paisprezecelea album de studio și ultimul realizat de trupă în timpul vieții lui Freddie Mercury, care a decedat în același an în urma maladiei SIDA. 
Innuendo este considerat atât de către critici cât și de fani ca fiind unul din cele mai consistente albume de studio Queen.

## Lista cântecelor
1. Innuendo (Queen)
2. I'm Going Slightly Mad (Queen)
3. Headlong (Queen)
4. I Can't Live with You (Queen)
5. Don't Try So Hard (Queen)
6. Ride the Wild Wind (Queen)
7. All God's People (Queen și Mike Moran)
8. These Are the Days of Our Lives (Queen)
9. Delilah (Queen)
10. The Hitman (Queen)
11. Bijou (Queen)
12. The Show Must Go On (Queen)

## Realizatorii albumului

### Cei patru muzicieni ai formației Queen
- Freddie Mercury, voce, voce de acompaniament, pian, sintetizatoare, programare
- Brian May, chitară electrică, voce de acompaniament, sintetizatoare, programare
- Roger Taylor, tobe și percuție, voce și voce de acompaniament, sintetizatoare, programare
- John Deacon, chitară bas, sintetizatoare, programare

### Muzicieni auxiliari
- Steve Howe—chitară acustică ("Innuendo") (creditat ca "Wandering Spanish Minstrel Guitar")
- Mike Moran—pian, sintetizatoare, programare ("All God's People")
- David Richards—inginerie, sintetizatoare, programare
- Brian Zellis—programare
- Noel Harris—inginer asistent
- Justin Shirley-Smith—inginer asistent

### Design copertă
- Richard Gray - design copertă
- J.J. Grandville (1803 - 1847) - ilustrații
- Angela Lumley - ilustrații adiționale
- Simon Fowler - fotografii